# Lomé
Lomé és la capital i la ciutat més poblada del Togo. Està situada al sud-oest del país, banyada pel golf de Guinea i a tocar de la frontera de Ghana. La ciutat tenia una població d'uns 750.757 habitants mentre que l'àrea metropolitana tenia 1.477.660 habitants permanents al cens de 2010.
Lomé és el centre administratiu i industrial del Togo i el seu port principal. La ciutat està comunicada per via fèrria amb les ciutats de l'interior del país (Kpalimé, Atakpamé i Tabligbo) i amb Aného, a la costa. El principal aeroport del país es troba molt a prop de la ciutat.
Pel port de Lomé s'exporta cafè, cacau, copra i l'oli de palma. Disposa d'una refineria de petroli. La universitat de Lomé és una de les més reputades de l'Àfrica occidental.

## Història
La ciutat fou fundada pels ewes al segle xviii. El seu nom prové de Alo(ti)mé o (més breu) Alomé que en la llengua ewe significa literalment "en els arbres d'alo”, o “dins dels arbres alo”, per designar de fet senzillament el bosc d'alo. Alo-ti o alo és un arbre la fusta del qual s'utilitzava (i encara s'utilitza) per fer petits pals molt populars que s'utilitzen com els tradicionals escuradents, especialment a Lomé i al sud del país.
Segons la tradició, un caçador, anomenat Dzitri, va ser el primer a establir-se en aquest bosc d'alo i després va desencadenar altres arribades humanes i l'assentament del lloc. La tradició reconeix així a Dzitri com el fundador del jaciment de Lomé. Tanmateix, altres fonts fan una distinció entre d'una banda aquest hàbitat original de Dzitri i d'altra banda el naixement real d'una ciutat.
A finals del segle xix, els impostos duaners britànics sobre els productes importats (especialment l'alcohol i el tabac) eren molt importants. Comerciants (principalment ewes marítims o Anlo a la zona entre Aflao i Keta a la colònia britànica oriental de la Costa d'Or) buscant una alternativa, un lloc per descarregar la mercaderia sense estar a l'abast dels agents de duanes britànics, es va dirigir de manera molt natural a la costa del lloc de Lomé, molt propera. Aquesta dinàmica comercial d'eludir les duanes i l'evasió fiscal va afavorir llavors l'expansió de Lomé cap al 1880. La costa de Lomé, que fins aleshores havia estat tranquil·la i poc habitada, va començar a poblar-se ràpidament.

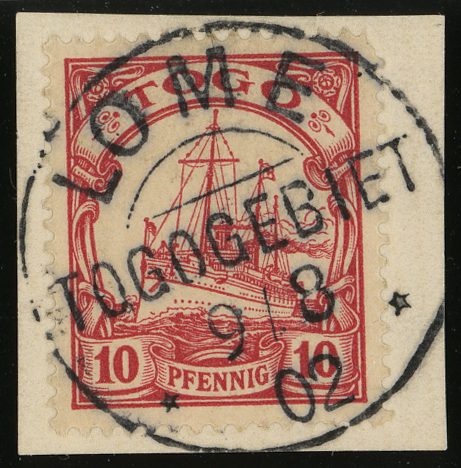
Segell de la colònia alemanya Togogebiet timbrat a Lomé el 1902.

Esdevingué la capital de la colònia alemanya del Protectorat alemany del Togo el 1897, que després també es va convertir en el centre comercial i de transport de Togo. Així es va expressar, per exemple, en la construcció de l'oficina de correus el 1899/1900 i el moll de Lomé el 1902-1904. Al nucli antic encara hi ha edificis de l'època colonial alemanya del Togo, com el palau del governador o la catedral neogòtica.

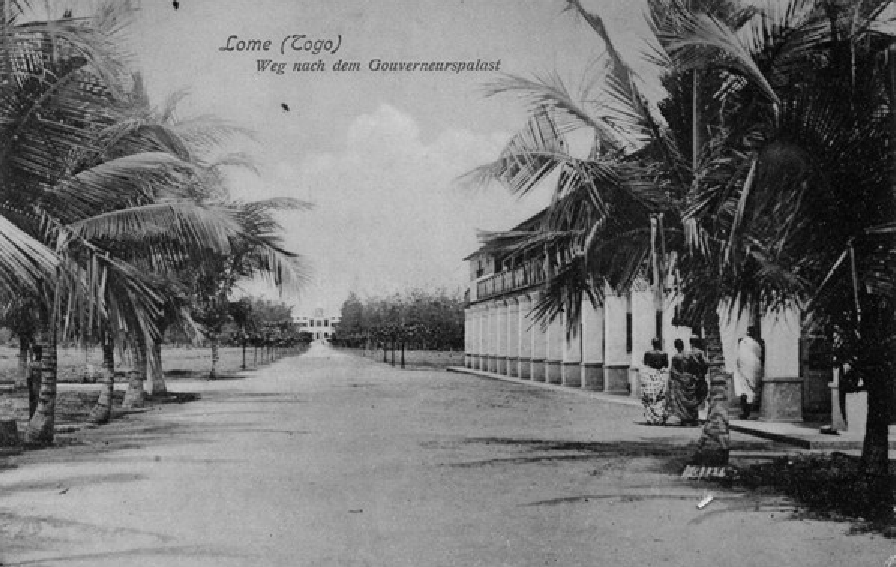
Carreró que condueix al Palau del Governador (1904).

A partir de 1904, Lomé es va beneficiar d'un port que el va convertir en l'únic punt de contacte marítim de Togo, arruïnant sense recurs el seu rival Aného, fins aleshores molt més important. Des de 1905 Lomé va ser el punt de partida de la primera línia de ferrocarril del Protectorat alemany del Togo, el ferrocarril Lomé-Aného. La xarxa de ferrocarrils es va desplegar fins a Kpalimé el 1907 i fins a Atakpamé el 1909.
L'exèrcit francès conquerí la ciutat el 1914 en esclatar la Primera Guerra Mundial. Els francesos van renovar les infraestructures deixades pels alemanys (reparació dels ferrocarrils, augmentant el nombre de carreteres, construcció d'un nou moll, etc.). Hi van afegir l'electrificació (1926) i el subministrament d'aigua potable (1940), que els seus predecessors no havien pogut aconseguir. Tanmateix, van trigar anys a omplir el buit deixat a les escoles pels missioners alemanys del Verb Diví quan van marxar. El nivell d'alumnes matriculats l'any 1945, a la mort de Jean-Marie Cessou, constructor d'escola, va assolir el de 1914.
Lomé va arribar als 15.000 habitants cap al 1930. Però la crisi econòmica mundial de principis de la dècada de 1930 va provocar una recessió brutal. Moltes empreses comercials van tancar, o van haver d'agrupar-se.

Mapa de la ciutat de Lomé el 1931
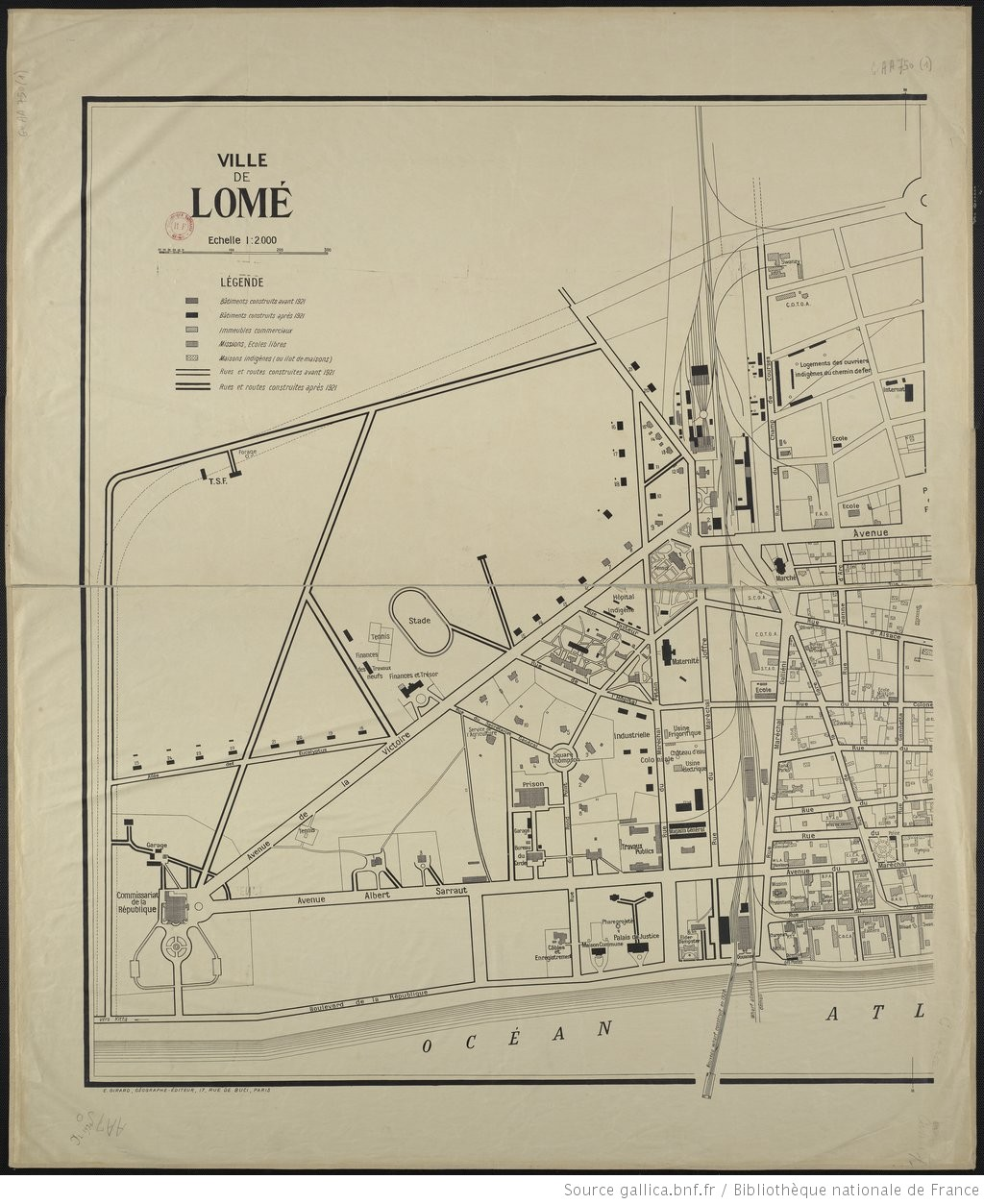
Part esquerra
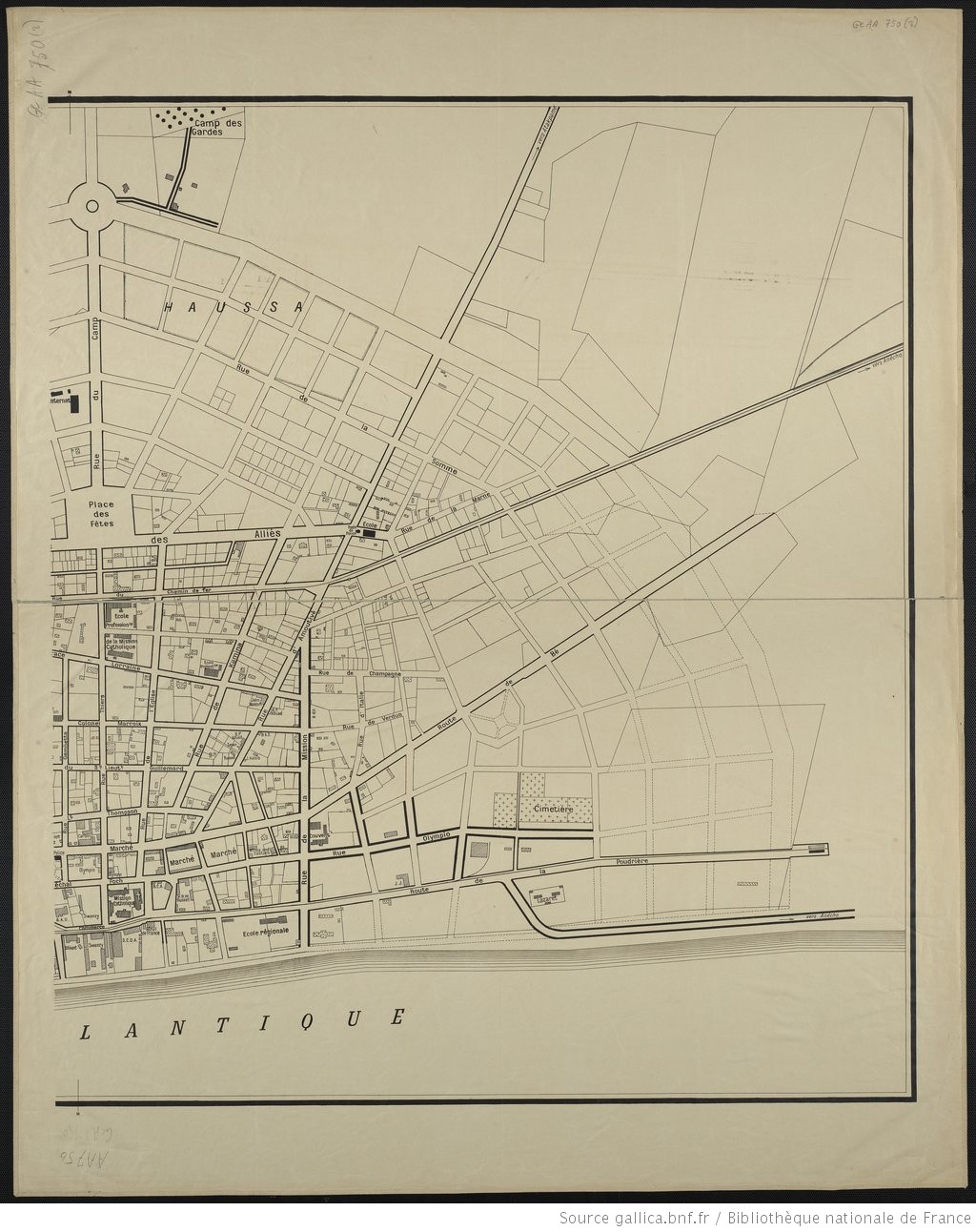
Part dreta

Les inversions es van aturar, com el ferrocarril del nord, que es va aturar definitivament a Blitta el 1934.
Un projecte de fort augment fiscal (mentre els recursos de cadascú baixaven) va provocar els disturbis populars del gener de 1933, que van ser, sens dubte, una ruptura política important en la història de Togo.
Només després de la Segona Guerra Mundial, després d'una dècada d'estancament econòmic, es va reprendre el creixement a Lomé on tot bullia de vitalitat.
El Togo va aconseguir la independència el 1960 i Lomé va esdevenir-ne la capital.
A partir de mitjans dels anys 70, les inversions es van fer cada cop més gegantines, però no sempre en zones ben orientades, Togo, un petit país obert i un centre comercial entre els seus poderosos veïns, no tenia la protecció de mercat que haurien necessitat les grans indústries que s'hi van construir, ni el potencial turístic estable dels hotels de luxe que estaven sorgint. Paral·lelament, es va permetre el deteriorament dels ferrocarrils, tot i que tenien un paper important, sobretot en el servei als barris perifèrics de la ciutat.
El 28 de febrer del 1975 es va signar un acord financer i comercial a Lomé entre la Comunitat Econòmica Europea i 46 països d'Àfrica, el Carib i el Pacífic. Aquest tractat rep el nom de primera convenis de Lomé.
El 1999 s'hi signaren els acords de Lomé entre les parts en conflicte en la guerra civil a Sierra Leone. Amb l'ajuda de la comunitat internacional, el president de Sierra Leone Ahmad Tejan Kabbah i el líder del Front Revolucionari Unit Foday Sankoh van signar l'Acord de Pau el 7 de juliol de 1999. Tanmateix, l'acord no va durar i la guerra va continuar durant dos anys més.

## Llengües
Lomé és una capital cosmopolita on es parlen moltes llengües i dialectes. Tanmateix, hi ha una llengua vehicular, el gen.

## Arquitectura

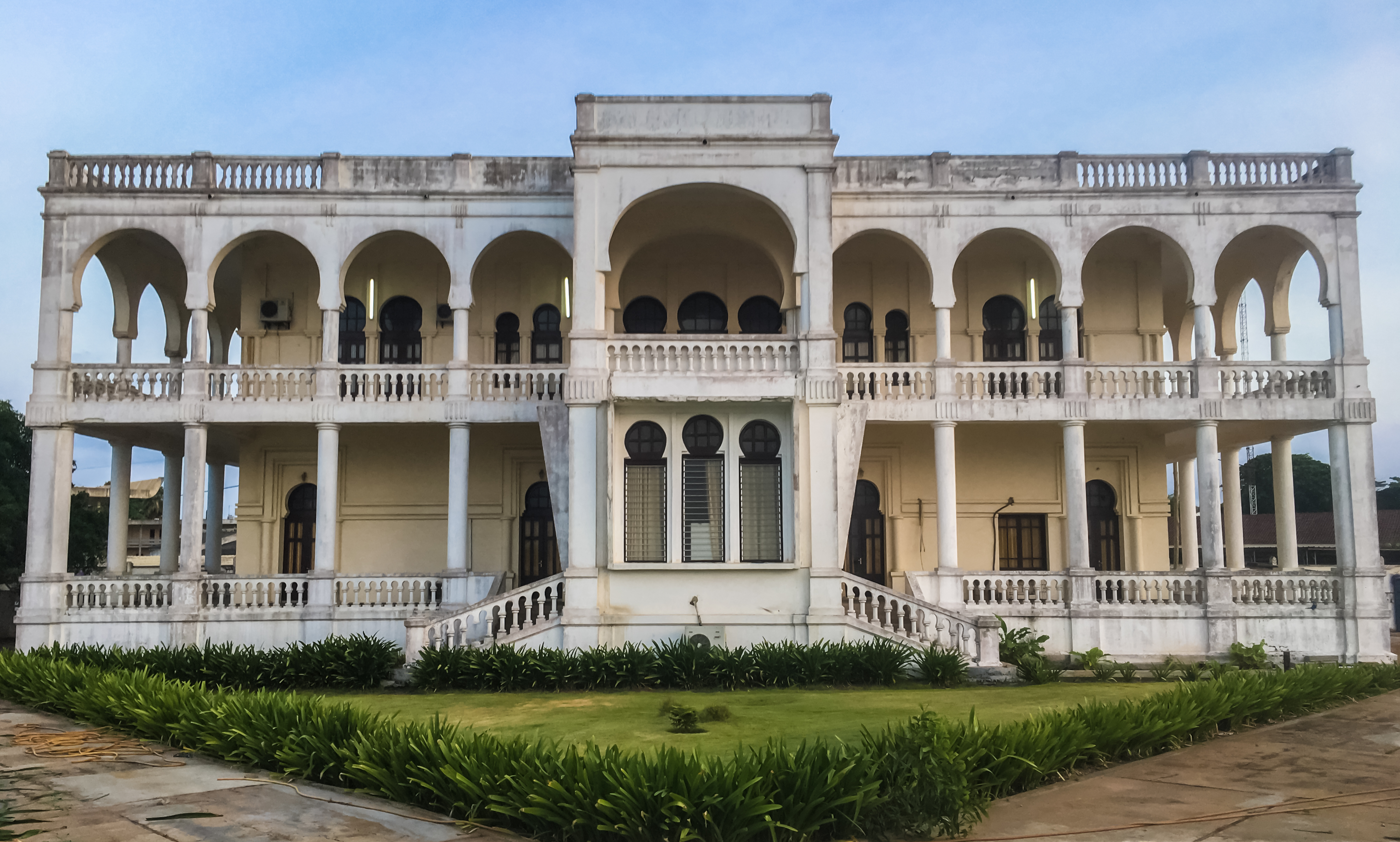
Antic edifici del Ministeri de Justícia.

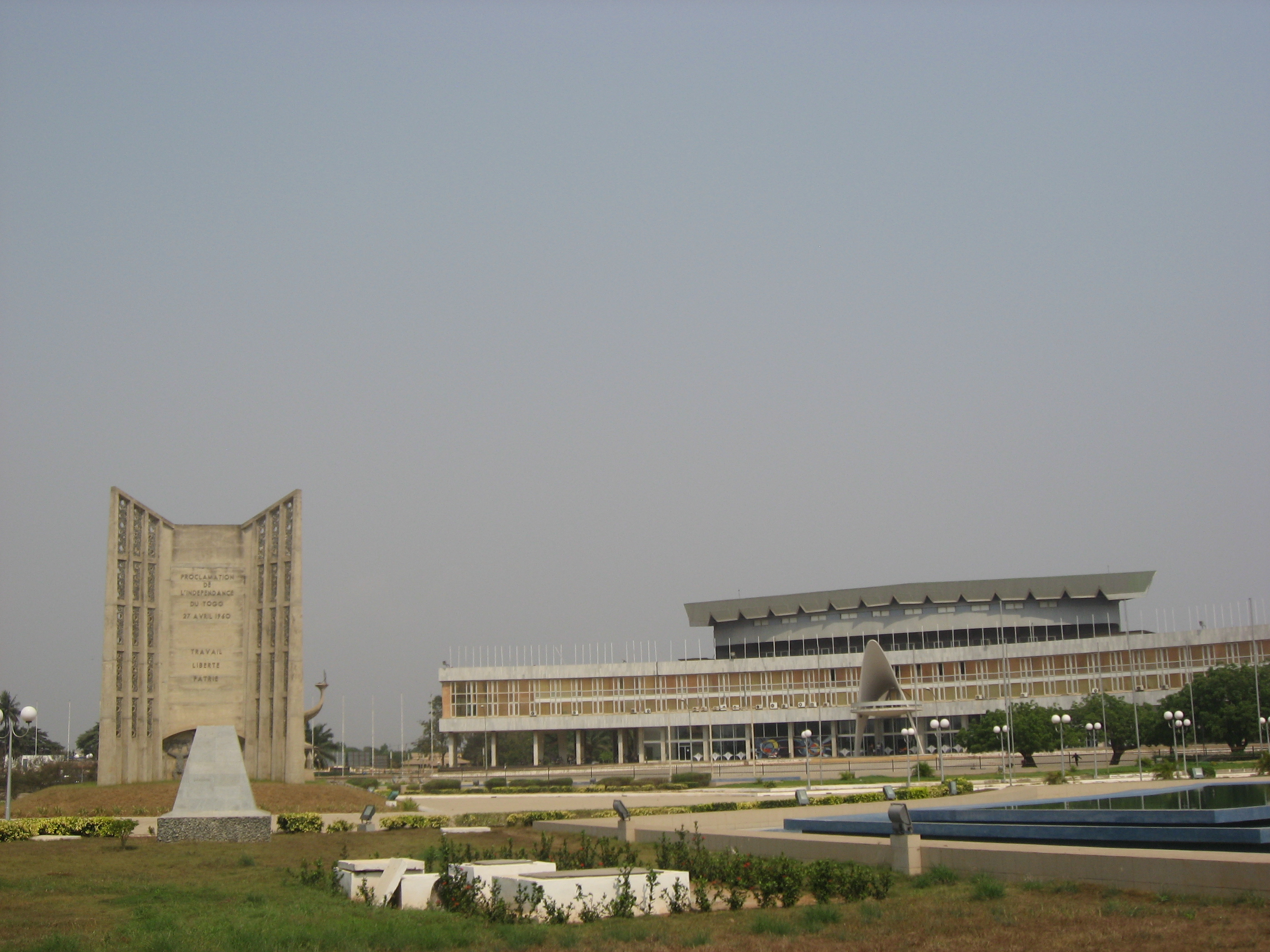
Palais des Congrès.

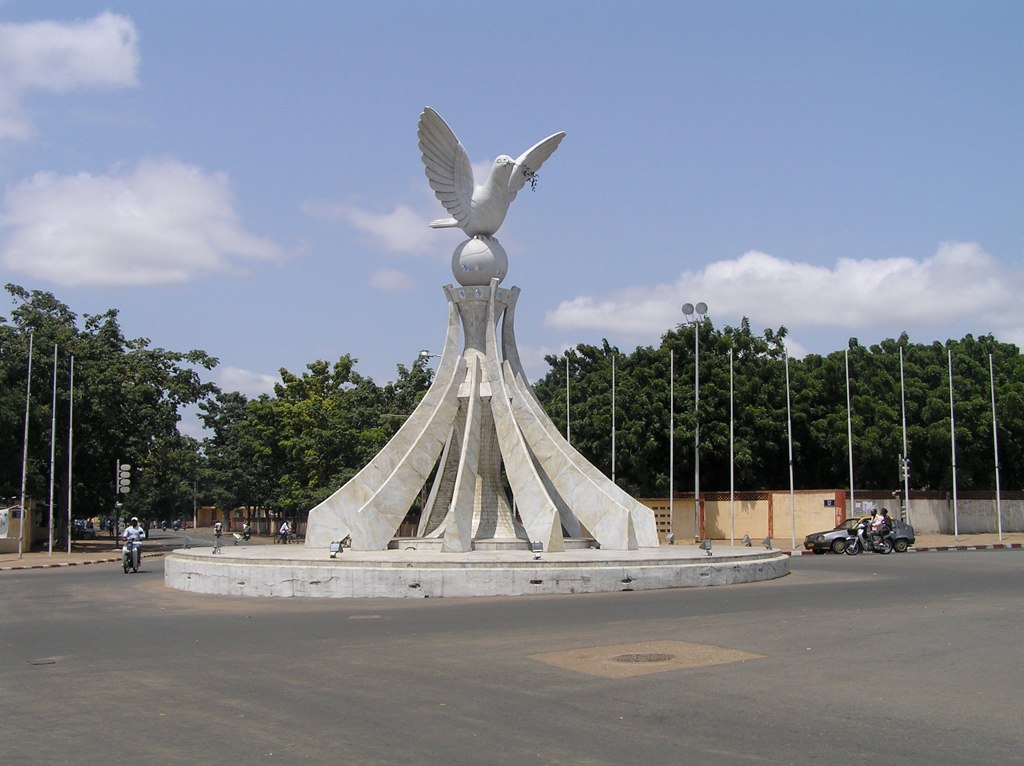
Lloc del Colom de la Pau.

El centre de la ciutat data de principis del segle xx. Hi ha algunes restes d'arquitectura colonial, com el Palau dels Governadors o la Catedral del Sagrat Cor, d'estil neogòtic alemany.
També hi ha molts edificis moderns com la seu del Banc Central dels Estats d'Àfrica Occidental (BCEAO), el Banc de Desenvolupament de l'Àfrica Occidental (BOAD), el Banc Togolès de Comerç i Indústria (BTCI), el magnífic edifici de la Comunitat Econòmica dels Estats de l'Àfrica Occidental (ECOWAS) o edificis per a hotels com l'Hotel de la Paix, l'hotel Mercure Sarakawa, l'hotel Palm Beach o el famós Hotel del 2 de febrer, un edifici modernista que combina formigó i panells de vidre, que culmina a 102 metres amb 36 pisos i l'edifici més alt de Togo.
No gaire lluny hi ha el Gran Mercat, amb una sala de tres plantes. S'hi troben pebrots vermells, llimes, peix sec, pintes, bosses de viatge, remeis medicinals tradicionals. Al primer pis hi ha el regne de la famosa Nana Benz, venedors de múltiples tapalls fets in situ, a Europa o l'Índia.
A l'oest de la ciutat hi ha un barri residencial que, de cara al mar, desplega llargues artèries, puntejades per edificis oficials com el Palau de Justícia i les diferents ambaixades i consolats.
Més al nord, al costat del monument de la Independència, hi ha la seu de la Unió del Poble Togolès així com un important centre de convencions.
Més lluny del centre de la ciutat, hi ha un mercat molt més especialitzat a Akodésséwa que el gran mercat i per una bona raó, és el mercat dels fetitxes. Hi ha, doncs, fetitxes, gongons, amulets.
El port de Lomé dona servei a la majoria dels països sense litoral del Sahel, sobretot a partir dels problemes polítics que viu la Costa d'Ivori i que priva Abidjan d'una sortida econòmica per a països com Mali o Burkina Faso. Per tant, Lomé treu profit de la difícil situació política a Costa d'Ivori.

## Cultura
El Museu Nacional de Togo conté diverses col·leccions, joies, instruments musicals, nines, ceràmica, armes i molts altres objectes que recorren les arts i les tradicions del país. Al nord de la llacuna hi ha la plaça de la Colom de la Pau.
El novembre de 2019, va obrir l'antic palau dels governadors (o palau de Lomé) renovat, un centre d'art i cultura, el parc del palau s'ha transformat en un jardí botànic.

## Educació
A la ciutat es troben les següents institucions d'educació superior:
- Universitat de Lomé
- Universitat de Cièncias i Tecnologies de Togo

## Llocs de culte

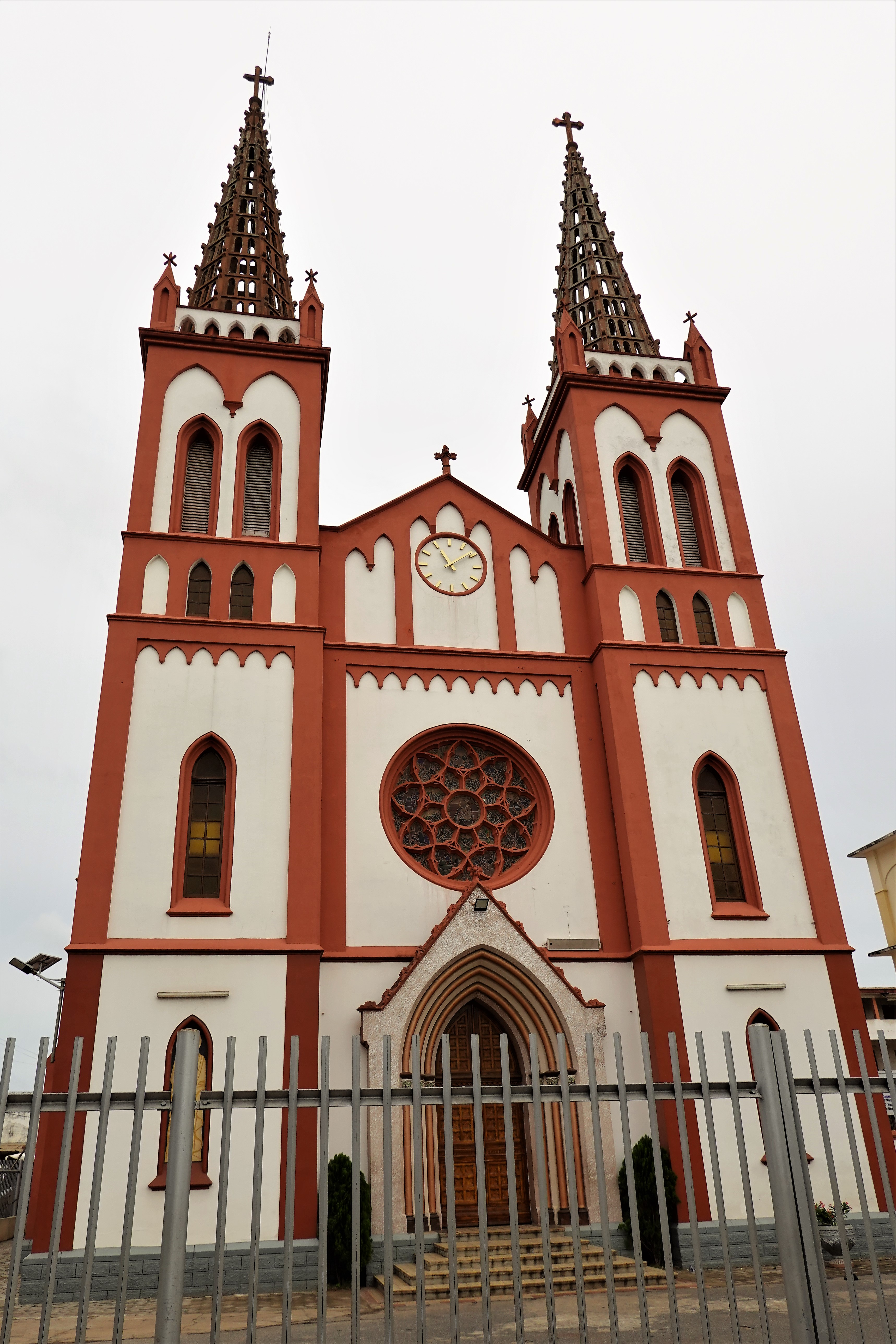
Catedral del Sagrat Cor de Lomé (Església catòlica)
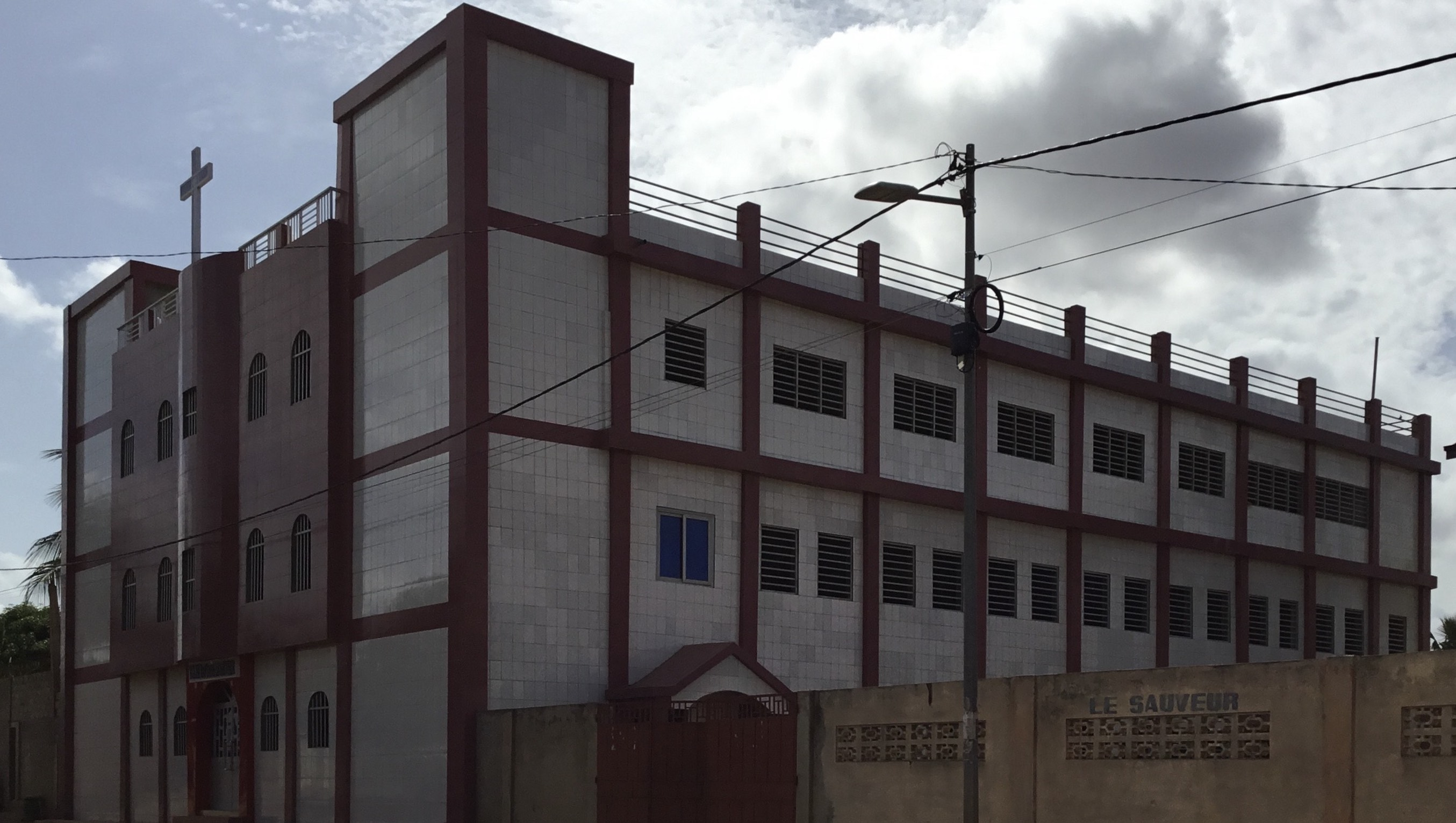
Església Baptista del Salvador de Lomé (Convenció Baptista de Togo)

Entre els llocs de culte, hi ha principalment esglésies i temples cristians: Arxidiòcesi de Lomé (Església Catòlica), Església Evangèlica Presbiteriana de Togo (Comunió Mundial d'Esglésies Reformades), Convenció Baptista de Togo (Aliança Baptista Mundial), Església de Fe Vivent a tot el món, Església Cristiana de Déu Redempta, Assemblees de Déu. També hi ha mesquites musulmanes.

## Economia

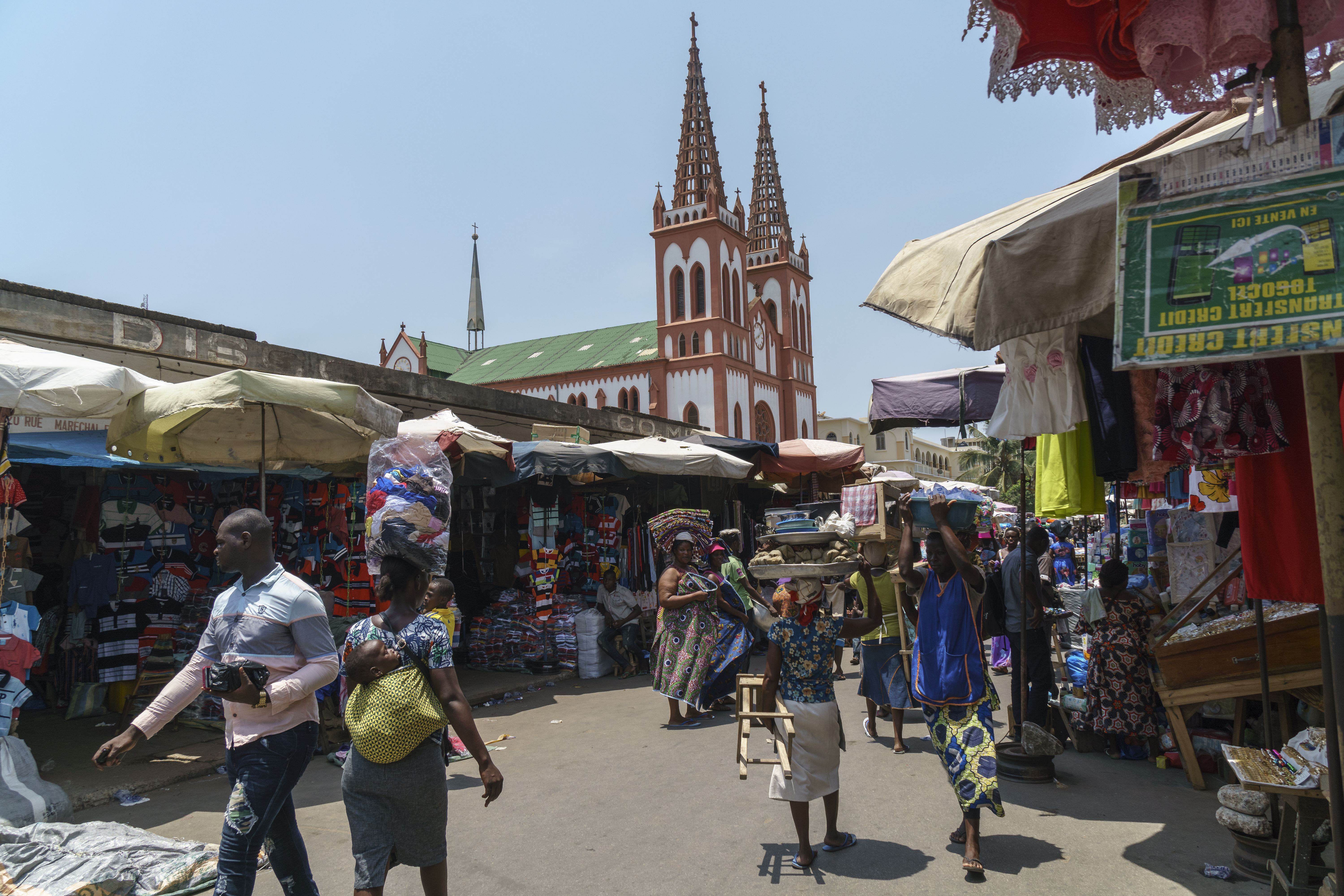
Grand Marché.

Situat a 200 km d'Accra i a 150 km de Cotonou, Lomé té un port important, inclosa una zona franca oberta el 1968.
Exporta fosfats, cafè, cacau, cotó i oli de palma i una gran part del trànsit es realitza per compte de Ghana, Mali, Níger i Burkina Faso.
El port també acull una refineria de petroli i, des de 1989, una drassana. La concessió de dues terminals de contenidors al grup Bolloré dona lloc a custòdia policial, i acusació de Vincent Bolloré a France l'abril de 2018.
La ciutat produeix materials de construcció, inclosos els ciments del grup alemany HeidelbergCement.
No obstant això, la inestabilitat política que va començar als anys noranta i que continua avui dia ha afectat greument el sector turístic del país. El 2003, el país va rebre 57.539 visitants, amb un augment de l'1% respecte al 2002. El 22% dels turistes provenien de França, el 10% de Burkina Faso i el 9% de Benín.

## Transports
Per al transport urbà, hi ha uns quants taxis, però són els motos-taxi (zémidjans) els més utilitzats.
La ciutat, que no tenia servei ferroviari des del 1997, ha vist des del 2014 el retorn dels trens, amb una nova estació: la de Blueline Togo, del grup internacional francès Bolloré. El tren inaugural, el 26 d'abril de 2014, va viatjar el curta distància Lomé-Cacaveli. Es preveu el lliurament d'un enllaç Lomé-Cotonou, com a part d'un projecte de bucle ferroviari (Lomé-Cotonou-Niamey-Ouagadougou-Abidjan) per al 2024.
L'aeroport international de Lomé-Tokoin, també anomenat Gnassingbé-Eyadema, es troba a cinc quilòmetres al nord-est del centre de la ciutat (ajuntament).

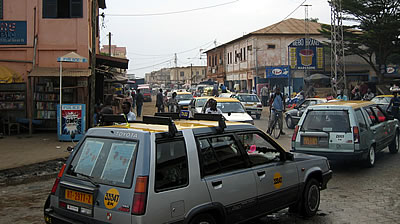
Taxis.
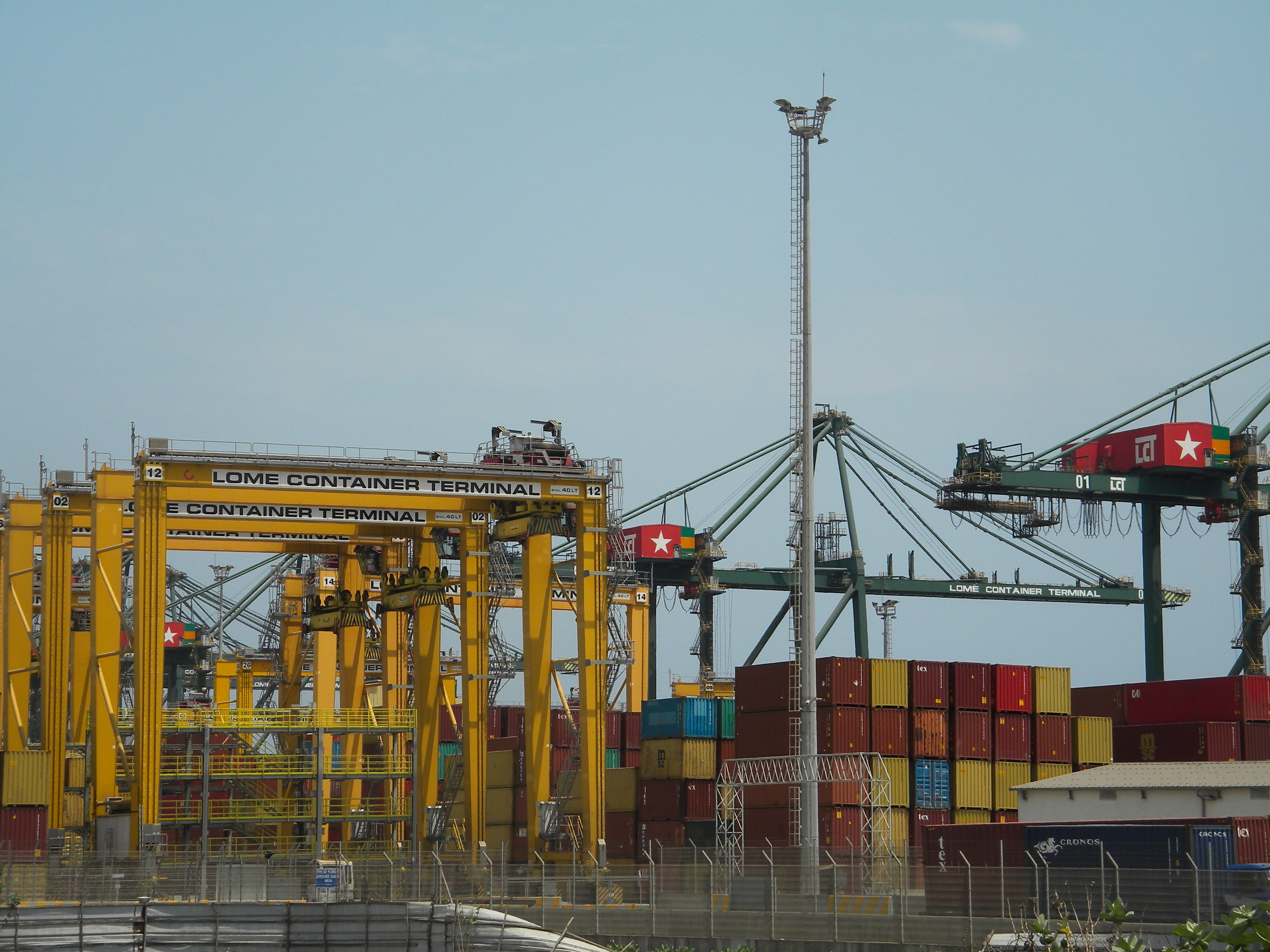
Terminal de contenidors al port de Lomé.
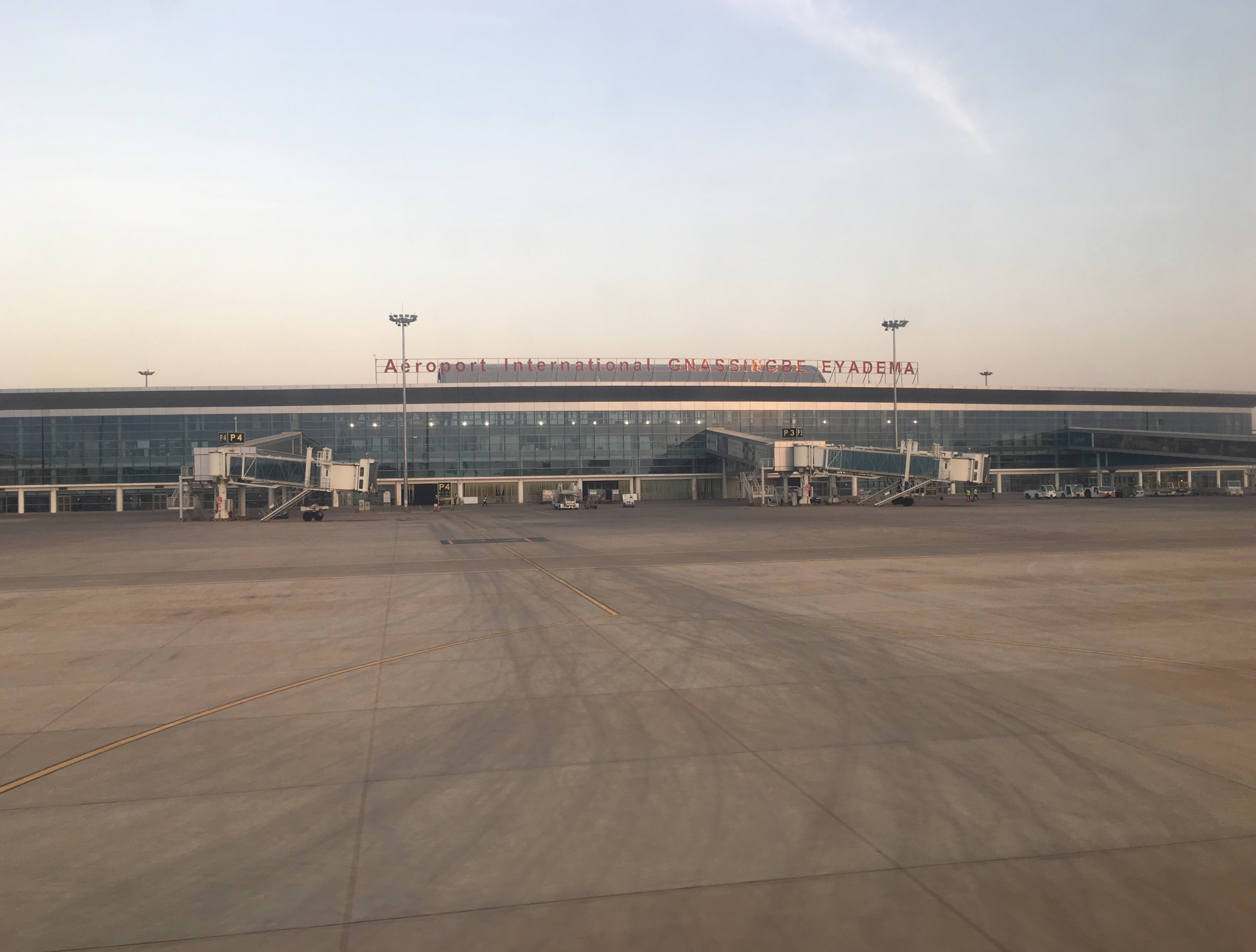
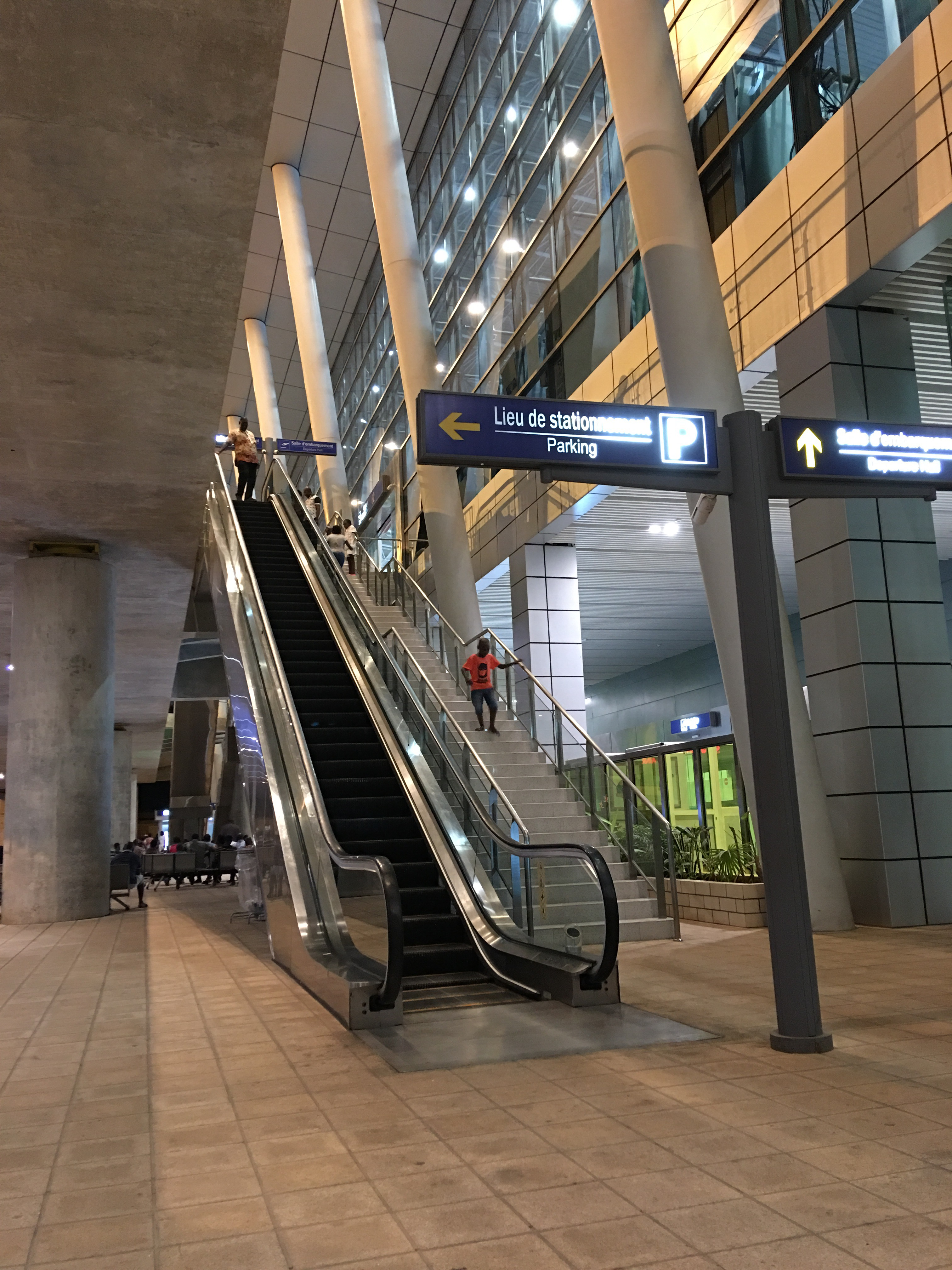

## Demografia
| Any                           | 1892  | 1896  | 1900  | 1904  | 1907  | 1911  | 1930   | 1938   | 1950   | 1955   | 1960   | 1970    | 1981    | 1990    | 1997    | 2010    |
| Població de la ciutat de Lomé | 1.500 | 2.000 | 3.000 | 4.000 | 6.000 | 8.000 | 14.000 | 18.000 | 33.000 | 43.000 | 85.000 | 186.000 | 375.499 | 450.000 | 573.000 | 837.437 |

| Any                               | 1990    | 1997    | 2010      | 2020      |
| Població de l'aglomeració de Lomé | 480.000 | 623.000 | 1.477.660 | 1.827.878 |

## Ciutats agermanades
Lomé manté una relació d'agermanament amb les següents ciutats:
- Duisburg (Alemanya), 2010.[14]
- Shenzhen (República Popular de la Xina), 1997.[15]
- Taipei (Taiwan), 1966.[16]

## Persones notables
- Emmanuel Adebayor, futbolista de la selecció de Togo i del conjunt paraguaià Club Olimpia
- Right Alem, escriptor
- Gnimdéwa Atakpama és periodista i escriptora
- Yaovi Aziabou, futbolista professional togolès
- Nicole Coste, assistent de vol d'Air France, mare d'Alexandre Coste (fill d'Albert II, príncep de Mònaco)
- Christian Akoua Ekue, escriptor
- You Foyer, artista visual
- Emmanuel Kavi, artista
- Senam Langueh, antic futbolista internacional togolès
- King Mensah, popular músic afropop
- Amadou Morou, futbolista togolès-polonès
- David-Christelle Sanvee, artista de performance suís d'origen togolès
- Marie Madoé Sivomey, primera dona alcaldessa del Togo, va exercir com a alcaldessa de Lomé des de 1967 fins a 1974